# 新世紀エヴァンゲリオン 〜魂の軌跡〜
『新世紀エヴァンゲリオン 〜魂の軌跡〜』（しんせいきエヴァンゲリオン たましいのきせき、サブタイトル『Die Spur der SEELE』。）は、ビスティが2010年1月に発表した5号機のパチスロ。保安通信協会（保通協）における型式名は「新世紀エヴァンゲリオン・魂の軌跡A」。同年3月からホールでの稼動を開始した。
アニメ『新世紀エヴァンゲリオン』とのタイアップ機で、パチスロはとしては4機種目。『新世紀エヴァンゲリオン 〜約束の時〜』の後継機にあたる。販売台数は2010年3月末現在で約75,000台。

## 概要
筐体デザインは「約束の時」同様に初号機の機体をモチーフにしている。パネル部分には本作品のキャラクターのひとり・綾波レイのフィギュアが搭載されている。プレイ待機時にはフィギュアはブラックアウトされてロゴだけが点灯しているが、コインが投入されるとバックライトが点灯してフィギュアを照らす演出が使用されている。演出用の役物として上部液晶右側には初号機の頭部、左側には腕が配置された。その他、「ネルフボタン」と呼ばれる演出用のボタンが新たに搭載された。なお4月中旬からはこれまでの紫色パネルに加え赤色パネルも発売した。
今作ではパチスロオリジナル演出以外は「ヱヴァンゲリヲン新劇場版」の素材を使用している。このため、レギュラーボーナス時の演出である「人物紹介」では惣流・アスカ・ラングレーの名称も「式波・アスカ・ラングレー」としている。ただし機種名の表記は「ヱヴァンゲリヲン」ではなく、過去のシリーズ同様「新世紀エヴァンゲリオン」のままである。
演出面では「新劇場版:破」に登場するエヴァンゲリオン仮設5号機、およびそのパイロットの真希波・マリ・イラストリアスがパチンコ・パチスロでは初めて登場する。さらにパチンコ「最後のシ者」に搭載されていた「突発当たり演出」（初号機＝各BIG or REG、四号機＝BIG確定）を本機種にも搭載している。
ビッグボーナスは2種類。本機種は赤・青・黄の「同色7揃い」のスーパービッグ（通称SBB、2枚掛け消化で464枚を超える払い出しで終了・最大純増枚数415枚）、「オレンジ7・黄7・青7」のノーマルビッグ（通称NBB、284枚を超える払い出しで終了・最大純増枚数259枚）、さらにレギュラーボーナスは「青7・青7・赤7」となり105枚を超える払い出しで終了（純増枚数約104枚）となっている。
前作同様に、次回ボーナス当選まで継続する無限RTもあるが、本機種は「暴走モード」「覚醒モード」に加え渚カヲルが主役となるプレミア扱いとなる「カヲル覚醒モード」を搭載している。なお前作ではRT突入のためには必ず特殊リプレイを引いてリール上で揃える必要があったが、本機種ではビッグボーナス後1000G・レギュラーボーナス後800G経過後は天井となり無条件にRTに突入する（以後毎ゲームごとに「暴走モード」突入の抽選が行われるが、暴走モード非突入の場合も内部的にはRTとなっている）。「暴走モード」突入後はRT中の特殊リプレイ（オレンジ7/スイカ/チェリー・リプレイ・リプレイ）入賞により「覚醒モード」→「カヲル覚醒モード」と格上げされる（なお特殊リプレイとボーナスが同時成立している場合もあり、その場合はRT終了となる）。また通常時にも稀に特殊リプレイが成立・入賞する場合があり、その場合ボーナスが同時成立していなければいきなり「覚醒モード」に入る。
ミッションモードも健在だが、本機種では「時間制限」から「ゲーム数制限」へ変更されている。

## ボーナス確率
| 設定 | BIG     | REG     | 合算    | 機械割 |
| ---- | ------- | ------- | ------- | ------ |
| 1    | 1/370.2 | 1/744.7 | 1/247.3 | 95.6%  |
| 2    | 1/360.0 | 1/720.1 | 1/240.0 | 97.7%  |
| 3    | 1/344.9 | 1/697.1 | 1/230.7 | 100.8% |
| 4    | 1/329.3 | 1/661.9 | 1/219.9 | 104.2% |
| 5    | 1/318.1 | 1/630.1 | 1/211.4 | 107.0% |
| 6    | 1/291.2 | 1/579.9 | 1/193.8 | 112.1% |

## 小役確率・通常時
| 設定 | ﾍﾞﾙ   | 弱ｽｲｶ  | 強ｽｲｶ   | ﾁｪﾘｰ   | 1枚役  |
| ---- | ----- | ------ | ------- | ------ | ------ |
| 1    | 1/8.4 | 1/79.0 | 1/341.3 | 1/72.8 | 1/8192 |
| 2    | 1/8.2 | 1/74.3 | 1/341.3 | 1/69.3 | 1/8192 |
| 3    | 1/8.0 | 1/70.0 | 1/341.3 | 1/66.1 | 1/8192 |
| 4    | 1/7.8 | 1/66.3 | 1/341.3 | 1/63.3 | 1/8192 |
| 5    | 1/7.6 | 1/62.9 | 1/341.3 | 1/60.5 | 1/8192 |
| 6    | 1/7.4 | 1/59.9 | 1/341.3 | 1/57.9 | 1/8192 |

## 小役確率・BIG中
| 設定 | ﾍﾞﾙ    | 弱ｽｲｶ  | 強ｽｲｶ  | ﾁｪﾘｰ   |
| ---- | ------ | ------ | ------ | ------ |
| 1    | 1/1.15 | 1/59.5 | 1/10.0 | 1/59.5 |
| 2    | 1/1.15 | 1/59.5 | 1/10.0 | 1/59.5 |
| 3    | 1/1.15 | 1/54.6 | 1/10.0 | 1/54.6 |
| 4    | 1/1.16 | 1/50.4 | 1/10.0 | 1/50.4 |
| 5    | 1/1.16 | 1/46.8 | 1/10.0 | 1/43.6 |
| 6    | 1/1.18 | 1/43.6 | 1/10.0 | 1/32.7 |

## 小役確率・REG中
| 設定 | ﾍﾞﾙ    | 弱ｽｲｶ  | 強ｽｲｶ  | ﾁｪﾘｰ   |
| ---- | ------ | ------ | ------ | ------ |
| 1    | 1/1.04 | 1/59.5 | 1/72.8 | 1/59.5 |
| 2    | 1/1.05 | 1/59.5 | 1/62.4 | 1/59.5 |
| 3    | 1/1.05 | 1/54.6 | 1/50.4 | 1/54.6 |
| 4    | 1/1.06 | 1/50.4 | 1/45.1 | 1/50.4 |
| 5    | 1/1.07 | 1/46.8 | 1/40.9 | 1/43.6 |
| 6    | 1/1.08 | 1/43.6 | 1/36.4 | 1/32.7 |

## 大当たり中の打ち方
SBB・NBBの場合、本機種では基本的には液晶表示された図柄をそのまま狙えばよい（チェリーでも15枚払い出されるようになった。液晶ナビがない場合はベルが成立しているのでフリー打ちでよい）。「約束の時」までに存在した「チェリー・1枚役外し」は不要。また、スイカ登場時に「チャンスよ！」のボイスが発生したゲームに限り、逆押しor中押しで「チェリー・赤7・赤7」（14枚役）を揃えると総獲得枚数が12枚多くなる（14枚役を一度揃えると、以後ボーナス終了まで「チャンスよ！」のボイスは発生しなくなる）。
レギュラーボーナス時は全て液晶表示図柄をそのまま狙えばよい（液晶ナビがない場合はフリー打ち）。
なので、14枚役を取得して、取りこぼしのない状況でボーナスを終了させれば、必ず最大枚数の獲得が可能。

## 大当たり中の楽曲
SBBは「魂のルフラン」、NBBは「残酷な天使のテーゼ」、レギュラー時は「魂のルフラン」（インストバージョン）となっているが、前回ボーナスより50ゲーム以内でのボーナス成立時、およびRTでのボーナス成立時、「ロングフリーズ」成立後はSBBは「慟哭へのモノローグ」（バー揃え後でも選択される）、NBBは「集結の園へ」（7揃え時にネルフボタン押下でも選択される）、レギュラーは「慟哭へのモノローグ」（インストバージョン）となる。なお「慟哭へのモノローグ」は本機種オリジナルソングで、歌唱は高橋洋子。

## 主な演出

### エヴァ対使徒バトル演出
- 対第4の使徒
  - デフォルトでは零号機が相手だが、2号機・初号機になることもある。攻撃はネルフボタン1回押し＜ボタン連打で信頼度が上がる。
- 2号機対第5の使徒
- 仮設5号機対第3の使徒
- 初号機対第9の使徒

以上は全て、パチスロオリジナルのCGによる演出。演出開始直後に、下述の「初号機対使徒」に移行する場合もある。
いずれも、カヲル登場のプレミアパターンが存在する。
- 初号機対第5の使徒
- 初号機対第6の使徒
  - 「約束の時」でも登場した、「新劇場版」の映像を使用したもの。「約束」では勝てばボーナス、負けてもRT突入だったが本機種ではそうではないため、信頼度は下がった。

- 渚カヲル&4号機対第6の使徒
  - パチンコ「最後のシ者」でも登場した、プレミア演出。登場時点でSBB確定。

### 学園キャラ対決
- 卓球対決
  - アスカ・レイがトウジ・ヒカリと卓球で対決し、勝てばボーナス確定。信頼度はアスカ＜レイ＜ダブルスの順で上がり、カヲルが登場すれば勝利確定。
- 3on3対決
  - バスケットボールのハーフコートゲーム「3on3」でシンジ・レイ・アスカ（エヴァチーム）がトウジ・ケンスケ・ヒカリと対決し、エヴァチームがシュートを決めればボーナス確定。3ポイントシュートする選手がレイ＜アスカ＜シンジの順で信頼度が上がり、またレイがレイアップシュート（ゴール下から打つ）して勝利確定。エヴァチームにカヲルがいればこの時点で勝利確定。

### フリーズ
- ショートフリーズ
  - レバーを叩いた瞬間、リール上部の「ATフラッシュ」が光ればチャンス。フリーズ時間は数秒。発光パターンは、白<赤<水玉<レインボーがあり、レインボーでは確定となる。
- ロングフリーズ
  - ショートフリーズ演出が発生した後、画面がブラックアウトし「インパクト・フラッシュ」と呼ばれる告知音が流れる。その後「次回予告」を模したオリジナルムービーが流れ、その間はストップボタンが受け付けない。登場時点でSBB確定。出現確率は1/8192（設定に関わらず）。

## 通常ステージ解説
通常時のステージは合計5種類存在する。
司令室ステージ
基本のステージで、ボーナス終了後や電源投入後の最初のステージ。主な演出は前作同様のモニター予告や新たに登場した作戦会議予告など。本機種でのキャラ会話予告は、赤木リツコがメインで呼びかけられる。
ミサトの部屋ステージ
これもパチスロでは恒例となったステージ。主な演出は前作同様の料理演出やリビング扉演出、新しい演出としてはカレンダー予告やミサトのビール予告、ペンペン冷蔵庫予告などがある。
学校ステージ
本機種では2代目のパチスロ機「まごころを、君に」と同様に、教室の席に座るアスカが主役。主な演出は「まごころ」でも登場した紙飛行機演出や、前作同様の携帯電話の着信音及び待受画面予告、人影からキャラが登場する人影予告、運動場予告（本機種ではレイとヒカリが登場）の他、新しい演出としてはポスター予告などがある。このステージからの対決演出は卓球対決もしくは3on3対決が基本。
リツコ&マヤステージ
パチンコ「最後のシ者」にも存在したステージで、研究室での赤木リツコと伊吹マヤが主役。主な演出はパソコンモニター演出や呼びかけ演出、コーヒーカップ演出など。
MAGIステージ
初代以来の登場で、スーパーコンピュータ「MAGI」のモニターが登場。主な演出はゲージ予告、議決演出など。専用演出として「レイの起動実験」があり、成功すればボーナス確定（失敗時、ゲンドウが救出に向かうムービーが流れればボーナス確定）。

## 全回転
本機種にも、SBB成立時に「EVANGELION」を揃えることで見ることができる「プレミアムービー」が3種類用意されている。全て「新劇場版:序」の映像を使用。
ミサト&リツコ全回転
ヤシマ作戦実施前夜、ネルフ本部内のロビーでくつろぐ葛城ミサトと赤木リツコを描くシーン。
第3新東京市全回転
碇シンジとミサトが夕暮れの「要塞都市」第3新東京市を見つめるシーン。
リリス全回転
ヤシマ作戦前、エヴァに乗り込むことに躊躇するシンジがミサトに連れられ、ターミナルドグマに保存されている「リリス」と対面するシーン。